# Megatherium americanum
Megatherium americanum – gatunek wymarłego szczerbaka z rodziny Megatheriidae, wielkości zbliżonej do słoni. Znany z plejstoceńskich pokładów Ameryki Południowej. Odkryty po raz pierwszy w 1789 w Brazylii. Gatunek typowy rodzaju Megatherium.

## Występowanie
Pojawił się 1,9 miliona lat temu w Ameryce Południowej. Ten przedstawiciel plejstoceńskiej megafauny wyginął względnie niedawno, bo ok. 10 tysięcy lat temu. Pierwszą skamielinę tego gatunku odkryto w 1788 w Luján w Argentynie. Takson został opisany w 1796 roku przez Georges’a Cuviera.

## Charakterystyka
Megatherium americanum był największym z dotychczas poznanych szczerbaków. W przeciwieństwie do jego współcześnie żyjących, dużo mniejszych krewnych Megatherium był jednym z największych ssaków żyjących na Ziemi. Ważył prawie tak dużo jak samiec słonia afrykańskiego. Posiadał  pazury o długości do 30 cm, opierał się na ziemi zewnętrzną powierzchnią dłoni. Osiągał długość 5-6 metrów i wagę ok. 4 ton. Jego skórę pokrywała gruba sierść. Miał solidny szkielet z dużą obręczą biodrową i szerokim, dobrze umięśnionym ogonem. Poruszał się czworonożnie, ale mógł unosić się na tylnych kończynach.

## Tryb życia
Megatherium americanum jest tradycyjnie postrzegany jako zwierzę roślinożerne, analogicznie do liściożerów. Zapewne przynajmniej częściowo był trawożerny. Niewykluczone, że żywił się również padliną w celu uzupełnienia diety. Na podstawie badań palinologicznych można przypuszczać, że występował w psammofitowym środowisku stepowym zdominowanym przez twarde trawy, związanym z lasami kserofitycznymi.